# Middelbeek
Middelbeek is de ruïne van een adellijk huis, gelegen aan de IJssel, een kilometer ten oosten van Voorst in de Nederlandse provincie Gelderland. De stenen fundamenten zijn nog zichtbaar op het terrein van de gelijknamige boerderij, die een gemeentelijk monument is. Ook het gemaal aan de vlakbij liggende Voorsterbeek, in feite een oude bedding van de IJssel, is naar het huis Middelbeek genoemd.
Bij de monding van de Voorsterbeek, ongeveer twee kilometer van Middelbeek, ligt de ruïne van kasteel de Nijenbeek, dat in de Tweede Wereldoorlog zwaar gehavend werd. De omgeving, de Voorsterklei, is een landschappelijk hoogwaardig gebied gekenmerkt door middeleeuwse dijken, vergraven waterlopen, oude meidoornheggen en rijke, eenzame natuur, zeer gewild bij trekvogels. Direct ten noorden van Middelbeek ligt een groot beschermingsgebied waar ganzen ongestoord kunnen foerageren.